# Liste der Mitglieder des Bayerischen Landtages (Königreich, 12. Wahlperiode)
Diese Liste gibt einen Überblick über alle Mitglieder des Bayerischen Landtages in der 12. Wahlperiode des Königreichs Bayern (1869). In die Wahlperiode fällt die Sitzung des 23. Landtags vom 21. September 1869 bis zum 6. Oktober 1869.

## Kammer der Abgeordneten

### Präsidium
Die Wahl des Präsidiums war erfolglos. Deshalb wurde der Landtag neugewählt.

### Abgeordnete

#### A
- Franz Adt
- Karl von Alwens (1820–1889)

#### B
- Karl Barth
- Marquard Adolph Barth (1809–1885)
- Georg Baumgärtner
- Johann Bayer
- Georg Bermühler (Behrmühler)
- Michael Bichler
- Heinrich Brandenburg
- Karl Brater (1819–1869)
- Johann Evangelist Brückl
- Joseph Bucher (1838–1909)
- Franz Burger (1836–1920)

#### C
- Karl von Craemer
- Friedrich Croissant

#### D
- Lorenz Demeter (1808–1871)
- Johann Michael Diepolder (1820–1903)
- Gottfried Dingler (1803–1875)
- Heinrich Dorn
- Otto Heinrich Gustav Dürrschmidt

#### E
- Gottfried Gotthard Eckart
- Karl Friedrich Wilhelm Edel
- Anton Eder
- Johann Engelhard
- Johann Jakob Ex
- Jakob Exter

#### F
- Ludwig Fr. Alex von Fischer
- August Fleischmann (1826–1887)
- Konrad Forster
- Alois Frank
- Wolfgang Frankenburger
- Rudolph Freiherr von Freyberg-Eisenberg
- Andreas Freytag (Freitag)
- Hermann Fries
- Otto Karl Freiherr von Fuchs
- Eberhard Graf von Fugger-Blumenthal

#### G
- Johann Peter Gelbert (1816–1878)
- Benedikt Gerauer
- Ludwig Gerstner
- Karl Ludwig von Golsen
- Max Grabner
- Adolf von Grafenstein
- Franz Xaver Greil (1819–1871)
- Friedrich Franz Grieninger (1835–1915)
- Joseph Anton Gschwender
- Joseph Anton Gutbrod

#### H
- Aloys Freiherr von Hafenbrädl
- Franz Xaver Freiherr von Hafenbrädl
- Johann Georg Hafenmaier (Hafenmair)
- Thomas Ritter von Hauck (1823–1905)
- Anton Heinle
- Franz Seraph Henning
- Albert Hertl
- Adolf Hocheder
- Johann Höchstetter
- Christoph Johann Chrysostomus Höfer
- Karl Hofmann
- Cajetan Hofstetter
- Gustav Hohenadel (1816–1879)
- Joseph Hußlein
- Lorenz Friedrich Hutschenreuther
- Max Huttler (1823–1887)

#### J
- Johann Wilhelm Jakob (Jacob)
- Ludwig Andreas Jordan jun.
- Josef Edmund Jörg (1819–1901)

#### K
- Wilhelm von Kastner
- Julius Knorr (1826–1881)
- Georg Kolb
- Georg Friedrich Kolb (1808–1884)
- Friedrich König
- Adolf Krätzer (1812–1881)
- Max Kraussold
- Otto Ritter von Kühlmann
- Karl Heinrich von Kurz

#### L
- Michael Lauerer (1821–1908)
- Johann Baptist Lerzer (1833–1917)
- Leonhard Leyrer
- Joseph Lindner (1825–1879)
- Heinrich Loschge
- Karl Lotz (1823–1875)
- Ludwig Louis (1814–1894)
- Joseph Lucas (Lukas)

#### M
- Franz Xaver Maier
- Franz Makowiczka (1811–1890)
- Konrad Ludwig Freiherr von Malsen-Waldkirch
- Philipp Leonhard Mann
- Heinrich Ritter von Marquardsen
- Georg Mayr (Mayer)
- Carl von Meixner (1814–1880)
- Ferdinand von Miller (1813–1887)

#### N
- Michael Joseph Netschert
- Joseph Neumayer (Neumaier)

#### O
- Abraham Oertel
- Franz Paul Ostermann
- Karl Freiherr von Ow-Felldorf (1818–1898)

#### P
- Joseph Konrad Pfahler
- Georg Ponschab (1823–1890)
- Ignaz Prestele

#### R
- Joseph Radspieler (1819–1904)
- Johann Röckl
- Karl Rosenkranz (1805–1879)
- Philipp Rothaas (Rothhaas)
- Anton Ruland (1809–1874)
- Franz Anton Rußwurm (1831–1881)

#### S
- Friedrich von Schauß
- Joseph Schiele
- Wilhelm Schiferer (Schieferer)
- Martin Wilhelm Schleich
- Georg Schleicher
- Gustav von Schlör (1820–1883)
- Anton Schmid (1827–1881)
- Franz Xaver Schmid (1800–1871)
- Georg Schmidbauer (1814–1875)
- Karl Heinrich Schmidt (1817–1882)
- Wilhelm Schmidt
- Johann Nepomuk Schmidtkonz
- Andreas Schmiedl
- Karl Freiherr von Schönstett
- Jacob Schüttinger (1816–1877)
- Maximilian Joseph Sixtus Graf von Seinsheim-Grünbach
- Ernst Sellner (1826–1899)
- Joseph Johann Karl Senestrey
- Johann Nepomuk Sepp (1816–1909)
- Friedrich Seybold (1829–1888)
- Carl Sing
- Veit Sittig
- Josef Söllner
- Joseph Johann Sörgel
- Alois Stadler (1814–1877)
- Johann Stahl
- Franz August Freiherr von Stauffenberg
- Melchior Stenglein (1825–1903)
- Friedrich Striedinger

#### T
- Valentin Thalhofer (1825–1891)
- Karl Thomaß
- Michael Triller

#### U
- Philipp Umbscheiden (1816–1870)

#### V
- Franz Joseph Völk

#### W
- Karl Theodor Wagner
- Theodor Michael Ritter von Wand
- Paul Weigand
- Franz Weil
- Andreas Weimer
- Ludwig von Weis (1813–1880)
- Engelbert Weiß
- Rudolph Weiß
- Anton Westermayer (Westermeyer)
- August Wiesnet
- Jakob Wilhelm
- Nikolaus Winderl
- Benedikt Winkelhofer (Winklhofer)
- Karl Friedrich Wülfert

#### Z
- Julius von Zenetti (1822–1905)
- Joseph Ziegler
- Leonhard Zill
- Friedrich Ludwig Freiherr von Zu Rhein

## Kammer der Reichsräte

### Präsidium
- 1. Präsident: Franz Ludwig Philipp Schenk von Stauffenberg (1801–1881)
- 2. Präsident: Wilhelm Freiherr von Thüngen
- 1. Sekretär: Julius Adolph Freiherr von Niethammer (1798–1882)
- 2. Sekretär: Ludwig Heinrich Emil Graf von Lerchenfeld auf Köfering und Schönberg

| Inhaltsverzeichnis A B C D E F G H K L M N O P Q R S T W Y Z |

#### A
- Maximilian Joseph Graf von Arco-Valley
- Karl Maria Freiherr von Aretin auf Haidenburg
- Peter Carl Freiherr von Aretin auf Haidenburg

#### B
- Hieronymus Johann Paul Ritter von Bayer
- Adalbert Wilhelm Prinz von Bayern (1828–1875)
- Carl Theodor Maximilian Prinz von Bayern (1795–1875)
- Carl Theodor Herzog in Bayern
- Leopold Maximilian Prinz von Bayern
- Ludwig III. Prinz später Prinzregent und König von Bayern
- Ludwig Wilhelm Herzog in Bayern
- Luitpold Emanuel Herzog in Bayern
- Luitpold Prinz  später Prinzregent von Bayern (1821–1912)
- Maximilian Herzog in Bayern (1808–1888)
- Otto Camillus Hugo Gabriel Graf von Bray-Steinburg

#### C
- Friedrich Ludwig Graf zu Castell-Castell

#### D
- Michael Ritter von Deinlein
- Erasmus Bernhard Graf von Deroy
- Otto Graf von Deym zu Arnstorf,  Freiherr von Strzitiz
- Pankratius Ritter von Dinkel

#### E
- Eberhard Franz Graf zu Erbach-Erbach und von Wartenberg-Roth

#### F
- Lothar Johann Ritter von später Freiherr von Faber
- Georg Heinrich Arbogast Freiherr von und zu Franckenstein
- Carl August Freiherr von und zu Alt- und Neufrauenhofen
- Leopold Karl Fürst Fugger von Babenhausen
- Fidelis Ferdinand Graf von Fugger zu Glött
- Raimund Ignaz Graf von Fugger zu Kirchberg und Weißenhorn
- Philipp Karl Graf von Fugger zu Kirchheim und Hoheneck

#### G
- Maximilian Joseph Graf von Gravenreuth (1807–1874)
- Adolph Eberhard Freiherr von Gumppenberg-Pöttmes

#### H
- Adolph Gottlieb Christoph Ritter von Harleß
- Karl Friedrich Ritter von Heintz (1802–1868)
- Chlodwig Fürst zu Hohenlohe-Waldenburg-Schillingsfürst (1819–1901)
- Maximilian Karl Graf von Holnstein aus Bayern

#### K
- Karl Josef Freiherr von Kleinschrod

#### L
- Ernst Leopold Fürst zu Leiningen
- Ludwig Heinrich Emil Graf von Lerchenfeld auf Köfering und Schönberg
- Alfred Freiherr von Lotzbeck auf Weyhern
- Wilhelm Paul Fürst zu Löwenstein-Wertheim-Freudenberg
- Karl Heinrich Fürst zu Löwenstein-Wertheim-Rosenberg

#### M
- Joseph Anton Ritter von Maffei (1790–1870)
- Carl Leopold Graf von Maldeghem
- Georg Ludwig Ritter von Maurer (1790–1872)
- Maximilian Joseph Wilhelm Graf von Montgelas

#### N
- Julius Adolph Freiherr von Niethammer (1798–1882)

#### O
- Otto Karl Fürst von Oettingen-Oettingen und Oettingen-Spielberg
- Karl Friedrich Krafft Ernst Fürst von Oettingen-Oettingen und Oettingen-Wallerstein
- Franz Karl Rudolph Graf zu Ortenburg-Tambach

#### P
- Ludwig Ferdinand Graf zu Pappenheim
- Julius Johann Freiherr von Ponickau auf Osterberg
- Maximilian Joseph Franz Graf von Preysing-Lichtenegg-Moos

#### Q
- Otto Friedrich Graf von Quadt zu Wykradt und Isny (1817–1899)

#### R
- Albert Ulrich Graf von Rechberg und Rothenlöwen (1803–1885)
- Ludwig Friedrich Graf von Rechteren und Limpurg
- Heinrich Aloys Graf von Reigersberg
- Friedrich Ritter von Ringelmann

#### S
- Maximilian Josef Graf von und zu Sandizell
- Gregor Ritter von Scherr
- Clemens August Graf von Schönborn-Wiesentheid
- Erwein Hugo Graf von Schönborn-Wiesentheid
- August Karl Graf von Seinsheim
- Carl Graf von Seinsheim
- Franz Ludwig Graf Schenk von Stauffenberg

#### T
- Wilhelm Freiherr von Thüngen
- Karl Theodor Fürst von Thurn und Taxis
- Maximilian Karl Fürst von Thurn und Taxis (1802–1871)
- Maximilian Konrad Graf von Toerring auf Seefeld

#### W
- Hugo Philipp Graf von Waldbott-Bassenheim (1820–1895)
- Wilhelm Franz Fürst von Waldburg zu Zeil und Trauchburg
- Eberhard Franz Fürst von Waldburg zu Zeil und Wurzach
- Karl Friedrich Fürst von Wrede
- Joseph Franz Freiherr von Würtzburg
- Karl Philipp Veit Freiherr von Würtzburg

#### Z
- Friedrich Carl Freiherr von Zu Rhein (1802–1870)